# Nicolas Burel
Pour les articles homonymes, voir Burel.
Nicolas Burel est un joueur français de volley-ball né le 7 septembre 1991 à Nantes (Loire-Atlantique). Il mesure 2,00 m et joue central.

## Clubs
| Club                 | De        | À         |
| -------------------- | --------- | --------- |
| Spacer's de Toulouse | 2010-2011 | 2021-2022 |
| Saint-Nazaire VBA    | 2022-2023 |           |

## Palmarès
- Championnat d'Europe des moins de 19 ans (1)
  - Victoire : 2009
- Championnat de France (1)
  - Champion : 2024
  - Finaliste : 2017
- Coupe de France 
  - Finaliste : 2013